# What It Feels Like for a Girl
(Introduzione parlata di Charlotte Gainsbourg tratta dal film Il giardino di cemento)
What It Feels Like for a Girl è una canzone della cantautrice statunitense Madonna. È il terzo e ultimo singolo estratto dall'album Music. Il testo parlato è tratto dal film Il giardino di cemento (Orso d'Argento al Festival di Berlino nel 1993).

## Il singolo
Il singolo di What It Feels Like for a Girl è stato pubblicato in Europa il 17 aprile 2001, e negli Stati Uniti il 1º maggio 2001. Ha raggiunto la quarta posizione in classifica nel Regno Unito, restando 5 settimane in classifica; la 23° negli USA, restando 10 settimane in classifica e la seconda posizione nella classifica italiana dei singoli.
In occasione del Drowned World Tour del 2001, fu creata una versione in spagnolo della canzone intitolata Lo Que Siente la Mujer, pubblicata sull'edizione speciale del tour dell'album Music in cui furono pubblicati, oltre i soliti 11 brani, vari remix delle canzoni dell'album. La canzone apre il quarto atto del tour in cui Madonna, vestita da señorita latina, si esibisce cantando e ballando.

### Remix ufficiali
- Above & Beyond 12" Club Mix
- Above & Beyond Club Radio Edit
- Calderone & Quayle Dark Side Mix
- Paul Oakenfold Perfecto Mix
- Richard Vission Velvet Masta Mix
- Tracy Young Club Mix
- Tracy Young Cool Out Radio Mix

## Il video
Il video di What It Feels Like for a Girl è stato diretto da Guy Ritchie come remix Above & Beyond Club Radio Edit ed è stato girato a Los Angeles. Nel video Madonna interpreta una ragazza violenta che ruba una Chevrolet gialla targata "PUSSY-CAT" sulla quale fa salire una signora anziana che va a prendere in una casa di riposo chiamata "Ol Kuntz Guest Home". Insieme a lei compie un gran numero di infrazioni stradali e gravi reati: tampona delle auto, ruba i soldi ad un uomo, riga l'auto di una pattuglia della polizia, falcia un gruppo di giocatori di hockey, tutti ai danni di uomini, categoria contro cui probabilmente vuole vendicarsi. Alla fine ruba un'auto  da una stazione di benzina mentre il proprietario è intento a fare rifornimento, versando la benzina sul marciapiede. Prima di scappare con l'auto rubata Madonna getta un accendino dal finestrino provocando un'esplosione e finisce, forse volontariamente, a sbattere contro un palo lasciando in sospeso la loro sorte (anche perché sia Madonna che l'anziana signora indossano delle protezioni per gli urti).
A causa del suo contenuto violento, il video di What It Feels Like for a Girl in America viene trasmesso solo di notte da MTV e VH1 per evitare casi di emulazione, prima di essere completamente bandito. Si tratta del quarto video di Madonna censurato dai canali musicali americani dopo Like a Prayer, Justify My Love ed Erotica.

## Classifiche
| Classifica (2001) | Posizione massima |
| ----------------- | ----------------- |
| Australia         | 6                 |
| Austria           | 26                |
| Belgio (Fiandre)  | 23                |
| Belgio (Vallonia) | 14                |
| Canada            | 2                 |
| Danimarca         | 9                 |
| Finlandia         | 4                 |
| Francia           | 40                |
| Germania          | 16                |
| Irlanda           | 18                |
| Italia            | 2                 |
| Norvegia          | 14                |
| Nuova Zelanda     | 15                |
| Paesi Bassi       | 16                |
| Regno Unito       | 7                 |
| Spagna            | 1                 |
| Stati Uniti       | 23                |
| Svezia            | 22                |
| Svizzera          | 11                |

| Classifica di fine anno italiana (2001) | Posizione |
| --------------------------------------- | --------- |
| Classifica italiana                     | 58        |
| Classifica dei singoli                  | Posizione |
| Classifica italiana                     | 3         |